# 7229 Tonimoore
7229 Tonimoore este un asteroid din centura principală de asteroizi.

## Descriere
7229 Tonimoore este un asteroid din centura principală de asteroizi. A fost descoperit pe 12 septembrie 1985 la Kitt Peak National Observatory în cadrul proiectului Spacewatch. El prezintă o orbită caracterizată de o semiaxă mare de 2,41 ua, o excentricitate de 0,26 și o înclinație de 9,9° în raport cu ecliptica.